# Antergos
Antergos è stata una distribuzione Linux discontinuata basata su Arch Linux. Utilizza l'ambiente desktop di GNOME 3 di default, ma può anche impiegare Cinnamon, MATE, KDE Plasma 5, Xfce, Deepin Desktop Environment e Openbox. È stata resa disponibile nel luglio 2012 come Cinnarch e dal maggio 2013 si è classificata tra le prime 30 distribuzioni più diffuse, secondo una classifica di DistroWatch. Il nome è una parola galiziana che significa antenati, scelta "per collegare il passato con il presente".
Nel 21 maggio 2019 gli sviluppatori avvisano la fine del progetto Linux Antergos, per una mancanza di tempo libero.  Questa è la loro dichiarazione (archiviato dall'url originale il 22 maggio 2019).

## Storia
Inizialmente, il progetto è cominciato come Cinnarch e l'ambiente desktop usato da questa distribuzione era Cinnamon, una fork di GNOME Shell sviluppata dal team di Linux Mint. Nel mese di aprile 2013 il team ha sostituito l'ambiente desktop di default da Cinnamon a GNOME versione 3.6, data la difficoltà di mantenere Cinnamon (che non ne ha fatto una priorità il rimanere compatibile con le ultime librerie GTK) nei repository di una rolling release rilasciata come Arch Linux. La distribuzione è stata di conseguenza rinominata Antergos e rilasciata sotto il nuovo nome nel maggio 2013.
Dalla versione del 26 maggio 2014, Antergos collabora con il progetto Numix per portare le icone Numix-Square e un esclusivo tema Numix-Frost al sistema operativo.
Il 7 marzo 2015 fu resa disponibile una minimal ISO Antergos, fornendo solo i componenti necessari per permettere all'installatore di funzionare.
Nel 21 maggio 2019 gli sviluppatori annunciarono la fine del progetto Linux Antergos per mancanza di tempo libero.  Questa è la dichiarazione degli sviluppatori (archiviato dall'url originale il 22 maggio 2019)..
In corrispondenza della fine del progetto Antergos, Bryan Poerwoatmodjo, un moderatore dei forum di Antergos, decise di continuare l'esperienza di questa community rinominandola Endeavour. Il successo ottenuto da questa community è in seguito risultato nella creazione della distribuzione EndeavourOS, anch'essa basata su Arch.

## Installazione
Antergos offriva, oltre ad un installatore testuale, anche l'installatore grafico Cnchi. L'immagine live di installazione si avviava con il desktop GNOME ed offriva la possibilità di scelta durante l'installazione tra gli ambienti desktop GNOME 3, Cinnamon, Mate, KDE Plasma 5, Xfce, Deepin Desktop Environment e Openbox.
Per avviare l'installazione era richiesto un collegamento ad internet.

## Sistema di gestione dei pacchetti
Antergos era una rolling release ed utilizzava i repository ufficiali di Arch Linux e AUR, insieme con i propri repository software. Si trattava di una distribuzione basata su pacman con un installer testuale minimo simile a quello di Arch Linux.
La gestione dei pacchetti avveniva tramite pacman e un front-end grafico, pamac.